# Milan Nedić
Milan Nedić (srpski: Милан Недић, Grocka, Beograd, 2. rujna 1878. – Beograd, 4. veljače 1946.) bio je srpski političar i general vojske Kraljevine Jugoslavije, najpoznatiji kao vođa marionetske vlade u Srbiji pod okupacijom Trećeg Reicha u Drugome svjetskom ratu. Imao je važnu ulogu u holokaustu na području Srbije u kojoj je već do sredine 1942. godine u logore smrti otpravljena velika većina od oko 15.000 Židova u Srbiji. Malen broj Židova uspio se pridružiti partizanima ili se skriti po selima, ali srbijanske su snage sigurnosti do rujna 1944. godine – kada će združene snage Crvene armije, Bugarske carske vojske i NOVJ ovladati Srbijiom – njih 445 uhvatile i predale Nijemcima.
Pred pravosuđem Republike Srbije 2019. godine pravomoćno je odbijen pokušaj sudske rehabilitacije Milana Nedića uz obrazloženja da su njega u Drugome svjetskom ratu okupatori postavili za predsjednika Vlade Srbije te je kao takav pomagao okupatoru ne samo u eksploataciji dobara države i radne snage, već u progonu svih onih građana Srbije koji se nisu svrstavali na stranu okupatora ili nisu delili njegova politička ili ideološka ubeđenja ili se nisu pridržavali okupacionih propisa, a o čemu svjedoči niz dokumenata.

## Životopis
Nedić je rođen 2. rujna 1878. godine u Grockoj od oca Đorđa, načelnika i majke Pelagije, učiteljice. Porijeklo obitelji Nedić je iz sela Zaoke kod Lazarevca, od braće Damjana i Gligorija Nedića. Majka Milana Nedića je unuka kneza Nikole Mihajlovića, Karađorđevog suborca. Gimnaziju je završio u Kragujevcu i 1895. upisao Nižu školu Vojne akademije. Godine 1904. je završio Višu školu Vojne Akademije, potom Generalštabnu pripremnu i stupio na dužnost u vojsci.
U čin majora je unaprijeđen 1910. Služio je tijekom Balkanskih ratova i primio je brojna odlikovanja i medalje za hrabrost. U čin potpukovnika je unaprijeđen 1913. godine.
Godine 1915., tijekom Prvog svjetskog rata je unaprijeđen u pukovnika i služio je u generalštabu kao najmlađi pukovnik u srpskoj vojsci. Tijekom srpskog povlačenja preko Crne Gore i Albanije od studenog 1915. do siječnja 1916., njegovi vojnici su čuvali odstupanje srpske vojske. Godine 1916. je imenovan za ordonans-časnika kralja Petra I. U rujnu 1918. zapovijedao je Pješačkom brigadom Timočke divizije prilikom proboja Solunskog fronta.
Nakon rata, Nedić je nastavio služiti kao zapovjednik pješaštva, prije nego što je imenovan načelnikom štaba Četvrte i Treće vojne oblasti kao i zapovjednikom Dravske divizijske oblasti. U čin divizijskog generala je unaprijeđen 1923. i konačno u čin vojnog generala 1930. godine. Između 1934. i 1935. bio je načelnik Glavnog generalštaba jugoslavenske vojske.
Nedić je 1939. postavljen za Ministra vojske i mornarice Kraljevine Jugoslavije, ali ga je zbog otvorenog podržavanja Trećeg Reicha i Adolfa Hitlera, regent knez Pavle Karađorđević smijenio s dužnosti 6. studenog 1940. godine.

### Drugi svjetski rat
Za vrijeme Travanjskog rata general Nedić zapovijedao je jedinicama Treće armije na prostoru Makedonije i pokušao je spriječiti dijelove 12. njemačke armije da prođu iz pravca Bugarske. Ta fronta je ubrzo probijena i Nedić se morao povući ka unutrašnjosti Srbije. U rasulu je bio jedan od rijetkih generala koji nije dospio u zarobljeništvo. Jugoslavenska vlada ga je 28. travnja 1941. proglasila odgovornim za raspad jugoslavenske obrane u Makedoniji tijekom invazije sila Osovine.
Zapovjednik Wehrmachta Heinrich Danckelmann odlučio je povjeriti Nediću upravljanje okupiranom Srbijom, nakon što je Nedića predložila srpska aristokracija. Nedić je malo prije toga izgubio sina jedinca i trudnu snahu u eksploziji streljiva u Smederevskoj tvrđavi, i nakon nekoliko odbijanja, prihvatio je mjesto predsjednika marionetske vlade, nazvane Vlada narodnog spasa, 29. kolovoza 1941. Država nastala nakon tog događaja danas je poznata kao Nedićeva Srbija. Iako je naziv Nedićeva Srbija ne služben i prije je bilo riječ o Državi Srbiji ili prema njegovim prijedlozima državi koja se trebala zvati SveSrbija.
Dana 1. rujna 1941. Nedić je održao govor na Radio Beogradu, gdje je objavio namjeru svoje administracije da "sačuva srž srpskog naroda", prihvaćajući okupaciju i radeći za Nijemce. Tim činom započela je Nedićeva strahovlada (uz pomoć Nijemaca) i zločini u Srbiji. Također je govorio protiv organiziranja otpora okupatorskim snagama. Uz pomoć Wermachta, Nedić je pokraj 1941. uspio umiriti Srbiju i prisiliti na povlačenje komunističke partizanske odrede i one četnike koji se nisu složili da surađuju s Nijemcima. Preostalim četničkim odredima u Srbiji je dozvolio legalizaciju, tj. stavljanje pod njegovu komandu. U ožujku 1942. godine Nedić je uz pomoć Augusta Meysznera uspostavio  
Srpsku državnu stražu koja je zajedno s Gestapom sudjelovala u čuvanju koncentracijskog logora Banjica  u kojem su između ostalih bili odgovorni za ubojstva, uključujući djecu.
Do napada nacističke Njemačke na Sovjetski Savez u okupiranoj Srbiji je vladao red i mir, što je omogućilo primanje velikog broja izbjeglica, uglavnom srpskog porijekla, ali također i mnogo Slovenaca, uključujući i Milana Kučana, koji je bio dijete u to vrijeme. Oko 600.000 odraslih i oko 86.000 djece iz zapadnih dijelova Jugoslavije koje je kontrolirala Nezavisna Država Hrvatska (u današnjoj Hrvatskoj i Bosni i Hercegovini), kao i 150.000 Srba s Kosova i Metohije, desetine tisuća Srba iz Srijema i Bačke (posljednja pod kontrolom Mađarske), i 20-30.000 Slovenaca i Hrvata.
Građanski rat koji je u Srbiji izazvala njemačka okupacija bio je uzrok gubitka više života nego njemački teror. Ukupno je u Srbiji od ratnih uzroka umrlo između 141.000 i 167.000 ljudi. 34.000 ubijenih je bilo od strane Nijemaca i njihovih srpskih pomagača, 46.000 je umrlo u zatvorima i logorima, a poginulo je još 33.000 četnika i 42.000 partizanskih boraca; Nedić je implementirao Hitlerovu antisemitsku politiku i ubrzo nakon toga Beograd je postao prvi grad u Europi koji je proglašen Judenfrei („čistim od Židova“), dok je sama Srbija proglašena kao takva u kolovozu 1942. godine. Nedićevo ministarstvo obrazovanja, Ljotić i intelektualci iz pokreta Zbor započeli su s promjenom obrazovnog sustava s ciljem pripreme Srbije i njene mladosti za Hitlerovu novu Europu u kojoj su antisemitizam i antikomunizam bili sastavni dio novog ideološkog okvira. Prema Nikoli Živkoviću, tijekom Nedićeve uprave u Drugom svjetskom ratu, uništeno je ili opljačkano 6.478 knjižnica, 1.670 škola, 30 fakulteta, 19 muzeja, 7 kazališta, 52 pravoslavne crkve i manastira, 216 džamija, 63 sinagoge i više od 60 raznih znanstvenih ustanova. Godine 1942. upoznao je vojnog upravitelja Srbije, njemačkog generala Paula Badera sa svojom vizijom Velike Srbije u kojoj su Bosna i Hercegovina, Srijem i Dalmacija unutar granica Srbije, a lokalno stanovništvo zamijenjeno srpskim doseljenicima.  General Bader je podržao Nedićev prijedlog djelomično, te su krajem siječnja i početkom veljače 1942. godine održani u Beogradu pod njemačkim pokroviteljstvom višednevni pregovori s predstavnicima NDH, u kojima se predlagalo da 17 srezova Istočne Bosne bude pripojeno Srbiji. Predstavnici NDH nisu pristali na takve prijedloge.
U rujnu 1943. godine Nedić je stigao u posjet Adolfu Hitleru kada su razgovarali o sigurnosti i redu u Srbiji.  Dana 4. listopada 1944., Nedićeva vlada je raspuštena, a on je 6. listopada, zajedno s većinom svojih ministara, prebačen, po odluci Nijemaca, iz Beograda u austrijski grad Kitzbühel. Kitzbühel je bilo mjesto gdje su bile smještene sve vlade čije su zemlje Nijemci okupirali. Britanske snage su ga predale jugoslavenskim partizanskim snagama 1. siječnja 1946. godine.
Nedić je zatvoren u Beogradu, i redovno ga je saslušavao major Mile Milatović. Beogradske novine su 5. veljače 1946. objavile vijest da je Milan Nedić počinio samoubojstvo skočivši kroz prozor dok čuvari nisu pazili.
Milan Nedić je za života objavio tri svoje knjige: Srpska vojska i solunska ofenziva i Srpska vojska na Albanskoj Golgoti i Kralj Aleksandar Prvi Ujedinitelj.